# Єврейська громада Самгородка
Єврейське містечко Самгородок.
І. Час заснування Самгородка невідомий. Археологічні джерела підтверджують існування поселення на початку І тис. н. е. В перекладі з староукраїнської: «Сам»- одне, «городок» -укріплене місце-поселення. Ймовірно, містечко виникло наприкінці XVI на початку XVII ст., одна із відомих назв «Красностав» Багато джерел підтверджують існування села у І половині XVII ст., зокрема і список по сплаті податків в 1629 р., де по Брацлавському воєводству Самгородок за кількістю свого населення віднесено до I розряду міст. На той час в ньому нараховувалося 682 «дими» — будинки [40, 502], а це означає, що в поселенні мешкало біля 3400 осіб [20, 119]. В 1602 році згадується [40, 218], і Самгородок, як володіння князя Януша Збаразького (брацлавський воєвода, що перебував на цій посаді 32 роки, і помер в 1608 році). На карті Г.Боплана поселення  має назву «Смагрон» [16, с.5].
Наприкінці XVI ст., після придушення повстання Северина Наливайка та посилення захисту від татар, наступив економічний підйом і певний спокій. Магнати запрошували іноземців та євреїв селитися на їх землях, в замках та фільварках, селах і містах на досить сприятливих і вигідних для них умовах.
Переселення євреїв на землі, що перебували у приватному володінні, особливо активно відбувалося у II половині XVI ст., після Люблінської унії. На українських землях магнатам надавалися великі латифундії. Потребуючи для освоєння нових земель адміністраторів, магнати охоче призначали євреїв управляючими чи здавали їм маєтки в оренду, нерідко євреї вели все економічне життя господарського фільварку. Євреї-комерсанти від імені магнатів-власників досить часто здійснювали оптові закупівлі сільськогосподарської продукції та її експорт. У їхніх руках зосереджувалися різноманітні промисли: виноторгівля, виробництво різноманітної збруї, селітри і поташу, рибальство, полювання. Вони орендували корчми, хутори, млини, ферми [16, 6].
В польському Словнику Географічному зазначається наступне: «Є дані, що в Самгородку за давніх віків було два міста: одне — грецьке, за річкою Десна, а друге — „жидівське“. Місто те мало замочок (невеликий замок), оточене з трьох сторін річкою Десною, і другою меншою (річкою). Охорона наймана; з четвертої
сторони був рів, по якому протікала вода з річки» [39, 247].
У XVII ст. з маленьких містфакторій України складається паралельна до державної структура майже повністю єврейських поселень — містечок (штетлів), що віддалені одне від одного на віддаль до одноденного переходу (20–25 км.). І це має свої причини —одноденний перехід для тогочасного торгівця був тією мірою, яку він міг подолати, мандруючи від одного ярмаркуючого міста-факторії до іншого. Одне місто ярмаркувало у понеділок, інше — у вівторок, третє — у середу і т. д. Як торгова факторія розпочав свою історію і штетл Самгородок. Єврейські громади спочатку підпорядковувались великим кагалам, їх часто так і називали — прикагалки. Загальну кількість кагалів і прикагалків нашого краю встановити неможливо, але джерела (хроніка Натана Ганновера) свідчать про єврейські громади Білопілля, Махнівки, Прилуки, Паволочі, Немирова, Животова, Бердичева [22, 36–67], що діяли в 20–30 рр. XVII-го століття.
З подіями кінця травня — початку червня 1648 р. пов'язане спасіння самгородоцьких євреїв від повсталих селянсько-козацьких мас. Як свідчить Н.Гановер, у червні євреї Брацлавщини були в розпачі: масові пограбування та вбивства юдеїв були повсюдні, їх не рятували й стіни міст і замків, які захоплювали одне за одним. Єдиний порятунок — прийняти православ'я (вихреститися), але життя юдея після цього переставало мати сенс. Для єврейських громад краю знайшовся порятунок — Кримський хан. «Громади Погребищ, Животова, Босівки, Тетієва та з їх прикагалками (Самгородок відносився до Погребищенського ключа володінь у XVII—XVIII ст.), почувши про повстання, вирішили потрапити у полон до татар…Так вони й учинили, і чотири громади: чоловіки, жінки, діти, близько 3 000 душ пішли до татар… Татари сподівались, що євреї Константинополя їх викуплять.» [22, 40–42]. Татарський хан з великим полоном (в 200 000 християн) вирушив до Криму, залишивши при Хмельницькому значну залогу. Напередодні домовленості з татарами про допомогу Хмельницький розсилав універсали поселенням, щоб їх мешканці ховались від татар в твердинях: Прилуцькій, в Новому Збаражі, Губині. [16, 9]. Багато тих євреїв, що ще залишились у нашому краю, порятувались у червні-липні 1648 р. у війську власника Самгородка — кн. Яреми Вишневецького, з ним втікало більше 500 євреїв городян і «кожний зі своєю дружиною та дітьми», —зазначається у «Хроніці» Гановера [22, 36]. Військо князя після бою з М.Кривоносом під Махнівкою рушило до Бердичева [22, 64–65].
Співпраця євреїв з «ляхами» зумовила зростання юдофобії в Україні. «Євреї-орендарі, на думку дослідниці Н.Яковенко, переключили на себе напругу у взаєминах, що завжди існувала між власниками та підданими, а оскільки таке переключення мало ще й релігійно-національну складову, то „чужинці-євреї“ стали особливо ненависними. Тому, на початку національної революції 1648—1676 рр., єврейське населення зазнало численних погромів, євреїв також виселяли або примусово навертали в православ'я»[16, 9]. Все це було особливо руйнівним для єврейських громад, оскільки значно вплинуло на структуру і кількість єврейського населення в цілому. Сучасні історики наводять дані про втрати юдейського населення України в ці роки:12-15тисяч, щонайбільше до 20 тисяч люду, а не «літописні» сотні тисяч (аж до 300)[16, 10]., що часто наводяться в історичній і публіцистичній літературі, хоча за розмірами трагедії це сприймалося тоді трохи не апокаліптично для євреїв [22, 55].   В 1648 році у зв'язку з військовою необхідністю створюється Кальницький полк, і Самгородок входить до Прилуцької сотні, цього ж полку, яка буде сотенним містечком аж до 1667 року [29, 52–53].  За умовами Зборівського миру євреям було заборонено проживати на території Прилуцької та Погребищенської сотень, як і на всій Козацькій Україні [16, 9].
За непокору і бунтівний характер козаки Самгородка були вирізані, а замок зруйнований польським полководцем Стефаном Чарнецьким у березні 1653 року (свідчення козацького літописця Самійла Величка), коли будуть погромлені Прилуки, Самгородок, Погребище. Після своєї поразки від І.Богуна, Чарнецький «…до решти сплюндрував Самгородок та Прилуку, позабивавши в них невинних козацько-руських людей» [19, 109]. Після цього погрому поселення занепадає. Подальші лихоліття II-ї половини XVII ст. проносяться майже над пусткою: «…була кругом пустиня, і дикі коні випасалися там…», — згадується в польському Словнику Географічному[39, 247].
З 1672 року по 1699 рік землі нашого краю перебували під владою турків. Місцевість залишалась майже безлюдною [20, 120]. Наприкінці XVII ст. Самгородок входив до складу Погребищенського ключа (володіння). Після Вишневецьких поселення належало литовським князям Радзивіллам [38, 313].
II. На початку XVIII ст. Самгородок існує як козацьке поселення Паволоцького полку (існував до 1714 р.). Після ліквідації козаччини на Правобережжі відновлюються польське панування і польська колонізація [20, 181—189]. Відновлюються і виникають нові села Самгородоцького краю: Збараж, Губин, Воскодавинці. [34, 40–44].
В 1764—1765 рр відбувся перепис населення Польщі, за його даними в селі Самгородок мешкало 5євреїв [16, с11].
За володіння Моравських тут було побудовано муровані (цегляні) магазини. Між тим, власник маєтку Моравський не зміг добре налагодити роботу свого Самгородоцького фільварку та мав фінансові труднощі, тому прийшов час продавати його в 1779 році [16, 11], щоб розрахуватись із боргами. Власником Самгородка та навколишніх сіл став граф Антоні Прот (Протазій) Потоцький (1761 р.н.), –воєвода Київський, знаменитий діяч II половини XVIII-го століття в галузі фабричної промисловості і сільського господарства [24, 547]. Він розбудував Самгородок.
У 1783 р. Протасія обирають одним з керівників «Польської торгової компанії», яка була створена у Вінниці для торгівлі на Чорному морі. Він вклав у цю справу свій особистий капітал і відтоді ця організація, що раніше існувала лише на папері, наповнилася реальним змістом і почала приносити непогані прибутки. Потоцький налагоджує хлібну торгівлю через Чорне море. Тисячі скупників зерна закуповують хліб по маєтках Правобережжя та оптові партії на ярмарках Дубно, Бердичева, Єлісаветграда та везуть до Херсону. Хлібозакупівлею займались переважно євреї, до яких сприятливо ставився магнат. Про його віротерпимість було відомо всім. Польський король нагородив Потоцького орденом Святого Станіслава за відновлення хлібної торгівлі. Вже незабаром у Херсоні відкривається торговий дім Антона Прота і банківська контора, будується власний порт [24, 546]. Російсько-турецька війна, яка спалахнула у 1787 p., припинила розвиток морської торгівлі. Але й тут підприємливий ділок не залишився у програші — його торгова флотилія була миттєво переобладнана для потреб забезпечення російської армії та флоту на чорноморському театрі бойових дій.
Одночасно Антон відкрив великий банк у Варшаві, а також у Вінниці, Махнівці. Останній обслуговував торгові контракти Дубно і Львова. [24, 549]. Знову його союзниками та партнерами стають євреї, та підприємливі шляхтичі. Тоді ж у Варшаві відкривається велика крамниця закордонних товарів, що була прототипом сучасного супер-маркету. І ця крамниця належала талановитому фінансистові й власникові Самгородка, який розбудовується як торгова факторія на старому торговому шляху (Чорний шлях) з Махнівки до південних міст і портів. Щодня десятки, а після Бердичівських чи Дубненських ярмарків, іноді сотні возів та чумацьких маж проїжджали через містечко, а гурти худоби, табуни коней переганялися. Населення Самгородка швидко зростає, особливо єврейське та польське, до кількох тисяч [29, 96; 33, 206].
Але найбільшу славу принесла Потоцькому господарська діяльність у його власних володіннях. За центр своїх маєтностей магнат обрав Махнівку і власним коштом збудував тут цілу низку мануфактур, які виробляли сукно, панчохи, капелюхи, ковдри, стрічки, перкаль (ситець), візки і меблі. Це зробило місто одним із найбільших тогочасних торгово-промислових центрів Правобережжя. Для організації виробництва широко залучали спеціалістів з Німеччини та Франції. Паралельно за панський кошт на навчання до Європи відправляли талановиту молодь. Поряд з мануфактурами у Махнівці відкрили аптеку та друкарню. На прохання Потоцького 6 серпня 1791 року польський король надав місту право на два тижневі ярмарки на рік та торги в понеділок і п'ятницю щотижня. На ярмарки в Махнівку з'їжджалися натовпи торговців. За свідченням істориків, вони розмовляли на всіх мовах та називали її «малою Варшавою» і «Мурованою Махнівкою», так як граф Прот забудував її кам'яними спорудами. Крім заняттям торгівлею, підприємництвом і фабричним виробництвом, граф Антоні Прот удосконалив у своїх маєтках різноманітні галузі сільського господарства та власним прикладом сприяв підняттю сільськогосподарської промисловості у всьому краї [16, 13]. У 1791 році на розлогих степах між Махнівкою та Самгородком він поселив голландських колоністів-менонітів, завів там добротну велику рогату худобу, іспанських тонкорунних овець, налагодив виробництво твердих сирів та багато чого іншого[39, 248], [29, 109].
В інших маєтках також відбувався будівельний бум. Так, у Самгородку була виділена земля для утвореної у 1791 р. католицької громади, та за його кошти (фундуш) було розпочато будівництво костелу. Прагматичний Потоцький забезпечив безпроблемне існування єврейської громади й безбідне католицької, дозволивши євреям будуватись і проживати у центрі на костьольній землі. З 1787 року Бердичів перебуває в оренді в Потоцького, та всі 10 ярмарок працюють на його фінансову імперію [33, 206]. Кожний маєток перетворювався на своєрідний економічний центр. Граф монополізував всю річкову торгівлю по Дніпру, від Києва до Херсона, і по Дністру, від Ямполя до Акермана, та сухопутну на Правобережжі [24, 546—548]. Він започаткував місто й торговий порт — Одесу, куди на вільні заробітки виїхали євреї з Самгородка.
Але неочікувано наступила криза: в 1792 році російські війська окупували Правобережжя, наступного року — анексували його. Саме тоді наступив фінансовий, економічний і політичний колапс у Польщі. В 1794 році спалахнуло знамените повстання Тадеуша Костюшка. Польща перетворилася на театр бойових дій з росіянами та німцями. На боці повстанців виступили загони приватної міліції Потоцького, які до того слідкували за порядком на його фабриках, а брат керував великим загоном повстанців у Білорусії. Коли повстання було потоплене в крові, переможці згадали цей факт Протасієві. За борги одна за одною продаються мануфактури, закриваються контори. Серед цього фінансового колапсу Протасія покидає дружина, він банкрутує [24, 550]. Незабаром дружина графа вийде заміж за Валеріана Зубова, брата фаворита російської імператриці Катерини II.
А часом у Самгородку, бурхливе економічне життя затихає. З півсотні єврейських сімей назавжди тут поселяються. І знову, як два століття тому, поряд з українським та польським відновлюється єврейське поселення.
Але вже в 1795 році наше містечко через несплачені податки переходить під опіку ліквідаційної комісії. В опису маєтку Потоцького у 1795 році зазначалось «хлопських душ — 270, жінок–236; шляхетних чол. –162, жінок–162» [29, 97], а кількість євреїв відсутня. Ця комісія займалась описом і спродажем майна з метою відшкодування грошей кредиторам. На початку XIX ст. новим власником стає Тадеуш Копчинський, який мав ще кілька маєтків [24, 310].
Наприкінці XVIII століття Росія значно укріпила своє міжнародне становище. Відбулись один за одним три переділи Польщі, і в 1793 р. частина Правобережної України була приєднана до новоявленої Імперії. Утворились Волинська, Подільська, Київська губернії. З 1797 р. Самгородок увійшов до останньої в складі Махнівського повіту.
13 червня 1794 г. Катерина II видала указ, у якому були перераховані території, де євреям було дозволено постійно проживати: Мінська, Ізяславська (пізніше Волинська), Брацлавська (Подільська), Київська, Чернігівська губернії. Це розширило територію, визначену указом від 23 грудня 1791 р., на яку юдеям можна було переселятися. Ці укази фактично поклали початок створенню в Росії, так званої «смуги осілості» [25Г, 300]. Смуга, чи то лінія, осілості — це своєрідний умовний кордон, за яким євреям офіційно не дозволялося поселятися. В Україні ця межа проходила вздовж Дніпра з деяким відхиленням на схід (Брянськ-Полтава, Луганськ-Маріуполь). У зв'язку з цим інколи деяка частина євреїв «вихрещувались», тобто міняли віру з юдейської на християнську.
На Самгородоцьких землях товарне виробництво активізувалось завдячуючи діяльності П. Потоцького. Своєрідність  українських правобережних містечок, які за своєю структурою та характером належали до проміжних населених пунктів, що за кількістю населення балансували між містом і селом.  Розвивалося винокуріння (ґуральництво, броварництво, медоваріння). Сировиною для виготовлення горілки і пива були жито, ячмінь, гречка, овес, пшениця. Дрібні ґуральні та пивоварні діяли в кожному фільварку, маєтку, селі України. У Самгородку ще й досі є куток, що має назву «Бровари», і ставок «Бровар». Винокуріння давало прибуток у 2–4 рази більший, ніж продаж хліба. У правобережних землях право пропінації (виробництво і торгівля алкогольними напоями) належало лише шляхті, але вся вона віддавалась на відкуп євреям.
Через Самгородок проходив скотопрогінний тракт, який поєднував Липовець та Бердичів, ним перегонилась худоба й коні на ярмарки Бердичева. Бердичівські ярмарки початку XIX століття сучасники порівнювали з дрезденськими. «Особливим попитом і цікавістю користувались бердичівські коні: сюди приганяли багатотисячні табуни скакунів. Нерідко ходили розмови про те, що найповажніші загони кінноти східноєвропейських держав славилися, їздячи верхи на конях, куплених саме в Бердичеві.» [16, 17].
III. В 1804 році, згідно з новим законом Олександра I, євреї мали отримати прізвища й утворити фамілії, але заборонялось євреям, бути власниками «пітєйних» закладів й постоялих дворів в сільських місцевостях, проживати в селах. З 1 січня 1808 р., всі євреї —орендарі й власники шинків, які проживали у селах і при шинках, були зобов'язані переселитися до містечок. Це означало виселення біля 60 тис. єврейських сімей із сіл в міста й містечка. А в червні 1807 р. був опублікований новий імператорський указ, що наказував «невідкладно» розпочати з 1 січня 1808 р. переселення євреїв із сіл в міста, щоб завершити його за три роки [10, 13]. У Махнівському повіті таких було нараховано 134 сім'ї (у доповідній предводителя повітового дворянства губернатору-132), які примусово переселялись у 9 містечок в 1808, 1809, 1810 роках. До м-ка Самгородок переселялось 15 сімей, міста Махнівка-21 сім'я, м. Білопіля-16, м. Білилівка — 30, м. Погребище — 15, м. Прилука-25, м. Вахнівка —4, м. Дзюньків-3, м. Спичинці-5 сімейств. Хочеться зазначити, що це один із перших документів, який подає імена та прізвища євреїв краю. Цікава географія переселень, як приклад: 2 єврейські сім'ї (Хаїм Равич і Іцько Уралшель) з сусіднього села Германівка (Лозівка) мали пересилитись до м-ка Прилуки, що за 20 км від їх села, а із Варшиці Лейба Мошкович Паніберг мав переїхати до Самгородка (25 км) [10, 2–11]. Кількість переселенців свідчить, що містечко Самгородок вже тоді мало сильні економічні позиції (входило у п'ятірку привабливих міст). Виселення в міста здійснювалось жорстокими методами (за допомогою солдатів). Міста губерній в «межі осілості» знову наповнились тисячами євреїв, які не могли знайти постійного місця проживання. Губернатори повідомляли в Петербург, що стаття «Положення» 1804 р. про виселення нездійсненна, поскільки переселення на казенні землі займе кілька десятків років «по черезмірній їх (євреїв) кількості». Указом від 29 грудня 1808 р. цар розпорядився зупинити переселення й залишити євреїв в селах. [16, 21].
В часи «миколаївської» Росії, коли були задіяні Уваровим загальновідомі «Православие, самодержавие, народность», на єврейські громади хлинула ціла лавина законів і заборон для їх руйнації й подальшої асиміляції (русифікації, «православіянізації»). У 1827 р. був виданий царський указ про поширення рекрутської повинності на євреїв. Тоді ж було видано новий указ про їх виселення із Києва протягом 2-х років (пізніше було відтерміновано до лютого 1835 р.), а в 1830 р. — із сільської місцевості Київської губернії, але він, як і попередній повністю не був втілений у життя. В 1830 р. прийнятий сенатський указ, згідно якого при призиві додаткового єврея-рекрута за дорослого з кагалу списувалась 1000 крб. податкового боргу, а з дитини-підлітка — 500 крб. [16, 22]. В результаті євреїв стали забирати (продавати) в рекрути в такій великій кількості, що це викликало недовольство навіть у самого Миколи I, тому він зупинив дію указу. В 1844 р. кагали повністю ліквідовані. Єврейське населення перейшло у відання загальних органів управлення (міських дум, ратуш і магістратів), в яких участь його представників була досить обмеженою. Рабинів призначав уряд, і у повіті їх було два: один казенний у місті Бердичеві (з 1845 р), інший — на весь повіт (9 штетлів) [25А, 34]. Між тим уряд зберіг єврейські громади, які повинні були виконувати два найбільш тяжкі для єврейського населення обов'язки: збирати податки й постачати рекрутів. Збирачі податків й рекрутські старости, виконуючи волю влади, викликали до себе всю ненависть, що зростала в єврейського населення. В 1844 р. був виданий указ про коробочний збір. Він повинен був в першу чергу забезпечувати сплату державних податків і особливо боргів громади; залишок коштів дозволялось використовувати на утримання єврейських шкіл, благоустрій та облаштування сільськогосподарських поселень і благодійність. [25А, 507–09].
В Положенні про коробочний збір від 1844 р. була введена стаття про податок на єврейський одяг у відповідності з доходами. 1травня 1850 року появилася нова заборона на носіння традиційного одягу: після 1 січня 1851 р. тільки старим євреям було дозволено доношувати його при умові сплати відповідного податку. У квітні 1851 р. єврейським жінкам заборонили брити голову та носити парики, а з 1852 р. не дозволялось «носіння пейсиків», а талеси та ярмулки можна було одягати тільки в синагогах. Однак більшість євреїв продовжувало носити традиційний одяг і пейси; [65Г, 321] влада боролась з цими явищами, вживаючи жорстоких заходів, але успіху так і не домоглась. Отже, не дивлячись на цілий ряд утисків і заборон, єврейська громада Самгородка продовжувала існувати, зберігаючи свою національну й релігійну, культурну ідентичність та обособленість.
Поштова станція Самгородок, знаходилась на дорозі І-розряду (ширина її становила 60 сажень) й почтового-транспортного тракту із столиці через Білорусію в Херсон, Миколаїв, Севастополь, Одесу, що отримала назву «Білоруська військова дорога». На військовій карті Київської губернії за 1821 р.та опису до неї Самгородок уже значиться як містечко і поштова станція за 23 версти від міста Махнівка в сторону м. Липовець [36, 37, 47].
На 1850 року на цьому 120 верстовому відтинку поштового тракту в межах Київської губернії діяло 6 поштових станцій (Бердичів, м. Махнівка, Самгородок, Ротмистрівка, м. Липовець, Жорнище). Відстань між станціями складала 20 верст. На кожній станції повинно бути не менше як 5–6 пар коней поштових, а ще кілька кур'єрських [89,525]. Станції на поштовому тракті досить часто були передані в оренду (посесію), а орендарями виступали переважно підприємливі євреї із м-ка Самгородок, крім оренди на своїй станції, вони орендували ще й у станції — Ротмистрівка, як коней, так і будівлі, постоялі двори та шинки. На початку 40-х років підприємливий житель Самгородка Нойвах Копельман перекупив у Жорницьких купців Янкеля іБерка Лупинського Ротмистрівську корчму[81,54]. На прикладі довгої судової «єврейської» справи від 1844—1865 рр., можемо, проаналізувати життя й діяльність євреїв на станції. Результат –"передати матеріали з Липівця у Бердичівське поліцейське управління", яке мало продовжити нагляд за жителями Самгородка Ноєхом Копельманом і Гершком Соляром —"поштоутримувачем" Ротмистрівської поштової станції [36, 58].
Запровадження в Російській імперії в 1837 р. станів, посилили позиції містечка в повіті, збільшивши його адміністративно-поліцейський вплив. Воно стало місцем перебування станового пристава 3-го стану Махнівського повіту. На 1856 рік третій стан повіту охоплював 38 сотень, число дворів у 3-му стані складало — 4671, жителів — 22 378 чоловіків та 21559 жінок. [31, 179].
Як відомо, власник містечка Самгородок Пьотер Копчинський брав участь у польському Листопадовому повстанні 1830 р., але після поразки під м. Дашевом у травні 1831 р. втік за кордон, а його маєток і містечко було в 1832 році конфісковане [24, 331]. Існувала загроза, що містечко (було у віданні казни) перейде до відомства військових поселень [18, 509].
Повітове місто Махнівку спіткала біда: сталась велика пожежа, яка підірвала економічне життя міста. Тому царським указом від 7.12. 1845 року було прийнято рішення «перевести повітове правління Махнівського повіту Київської губернії в м. Бердичів, … повеліваєм: 1) Містечко це перейіменувати в повітове місто, а по цьому й нинішній Махнівський повіт назвати Бердичівським… 3) Заснувати в Бердичіві Городську Думу та Магістрат з Сиротським і Словесним при ньому Судами, підчинити цим установам і людей торгового стану, прожиаючих у Махнівці й інших містечках Бердичівського повіту…». Отже, євреї Самгородка, як «люди торгуючі», були підпорядковані міській думі й магістрату міста Бердичева. Адміністративний зв'язок з цим містом місцевий штетл буде підтримувати ще більше 80-ти років [15, 100].
За ревізією 1847 р. Самгородоцька єврейська громада складалась з 224 душ [16,27]. В 1850 р. у Бердичівському повіті проживало 1/3 із всієї кількості євреїв Київської губернії: 24 477 (за даними Фундуклєя) [37, 137]. У цьому повіті православних було 50 % й 50 % — інших (юдейського в тому числі) віросповідань [37, 136]. Станом на 1856 рік у місті Бердичеві всіх євреїв-54 650 чоловік, із них чоловічої статі- 24055, а жінок-30595 осіб, у повіті всього євреїв-15 991, чоловіків-7865, а жінок-8126 осіб. [31, 183]. Розходження у кількості єврейського населення пояснюється досить просто: більше жителів, більша сума податків з громади. Отже, громади завжди намагались зменшити кількість євреїв, і відповідно зменшувалась сума платежів. Самгородоцька громада теж займалась ухилянням від податків: по ревізії 1847 р.-224 душ, а за даними Фундуклея на 1850 р, євреїв у містечку нараховувалось — 99 душ [37, 475].
Єврейське населення, яке проживало у селах навколо містечка Самгородок, часто було приписане до цього штетлу. Пізніше, через два десятиліття, майже все це сільське єврейське населення змушене буде переселитись до Самгородка. Сусідні штетли, в радіусі 20–30 верст від Самгородка, були більш залюднені євреями [33, 210—242].
Самгородоцькі євреї-торговці торгували на Бердичівських ярмарках, виконуючи посередницькі операції для гуртовиків, перепродуючи дрібні партії товару, особливо на місцевих ярмарках. На ярмарках продавалась продукція поміщицьких маєтків, часто гуртом, укладались угоди між поміщиками. Основними предметами торгів була худоба, коні, хліб у зерні та інших сортів, фрукти, овочі, картопля, інша різноманітна продукція сільського господарства [32, 265–66].
На основі положення від 19.II.1861 року організовується Самгородоцька волость Бердичівського повіту, що об'єднала 11 сільських поселень [20, 252].  Самгородок знаходився за 45 верст від м. Бердичева, мав до 2000 мешканців. За свідченням Похілевича в 1863 році тут було 1676 мешканців: 1040 православних, 375 католиків, 261 євреїв; 3416 десятин землі, а з них — тільки 1107 селянської [33, 239]. Станом на 1885 рік у колишньому власницькому містечку, центрі Самгородської волості Бердичівського повіту Київської губернії, мешкало 2056 осіб, налічувалось 141 дворове господарство, існували православна церква, каплиця, католицький костел, синагога, єврейський молитовний будинок, постоялий двір, 5 постоялих будинків, базари (в неділю через 2 тижні), 2 водяних млини, цегельний завод[16,30].
В околицях Самгородка діяло близько 10 цукрозаводів: Бродецький, Корделівський (ще з 1840 року), Калинівський, Турбівський, Спичинецький, Погребищенський, Махаринецький, Юзефо-Миколаївський, Заливанський (Бродського) і Ново-Гребельський (Сергія Мерінга) [32Г, 280]. 2 останніх заводи використовували поштову станцію містечка, а до Новогребельського цукрозаводу із Самгородка була прокладена самостійна телефонна лінія. Заливанщинський цукрозавод був на кінець століття найпотужнішим в Росії, він переробляв 4800 берковців (768 т) буряків за добу [32В, 241]. Добре відомими були імена цукрозаводчиків Бродських, чиї заводи виробляли четверту частину цукру Російської імперії.
Сильним потрясінням було прийняття російським урядом антиєврейських постанов, так званих «Тимчасових правил», надрукованих 3 (15) травня 1882 р.
За цими «Тимчасовими правилами» євреям заборонялось: а) селитися в сільській місцевості;
б) купувати й набувати нерухоме майно поза містечками й містами та орендувати земельні угіддя;
в) торгувати у неділю та в християнські свята.
«Тимчасові правила» полишили засобів до існування значну кількість євреїв, основним засобом існування яких була дрібна торгівля в селах смуги осілості. Нагляд за виконанням «Тимчасових правил» був покладений на поліцію, що стало джерелом постійного поліцейського гніту й визисків у ставленні до євреїв, які ще проживали в селах. З часом «Тимчасові правила» ставали все більше жорсткими. Так, в 1887 р. євреям, що проживали в селах до 1882 р., заборонили переїжджати із одного села в інше [25, к 478]. Правила сприяли напливу єврейської людності до містечка Самгородок.
На останню чверть XIX ст. в містах і містечках Південно-Західного краю актуалізувалося питання обрання та схвалення євреїв на посади міщанських старост. Верховна влада, надаючи чинності положенню від 29 квітня 1875 р., згідно з яким на міста Південно-Західного краю поширювалася міська реформа 1870 р., не уявляла соціальних наслідків цього явища. Ідеться про те, що міщани-євреї не мали права обіймати посади старости. У Київській губернії утворення самостійних управ ініціювали в 1887 р. Самгородська й Білопільська міщанські громади, з яких Державна рада імперії підтримала заснування спершу Білопільської (в 1888 р.), а наступного року — і Самгородської. Отримавши схвалення генерал-губернатора, міщани ніяк не могли провести вибори керівного складу управи. Самгородські міщани за віросповіданням поділялися на дві нерівномірних групи: 6 дворів міщан-християн і 107 — міщан-юдеїв. У Білопіллі картина була подібною: 4 двори міщан-християн і 69 — міщан-юдеїв. При виборах міщанського старости та його помічників християн забалотували, обравши міщан-євреїв. Певно, що цих осіб адміністрація не схвалила на посадах. Організовані повторні вибори дали аналогічний результат. Більше того, у Білопіллі юдеї не дозволили християнам навіть балотуватися, пояснюючи це тим, що ті не мають власного житла, а займаються поденною роботою, тож таким не можна довіряти владу. [16, 31-32].
Нові вибори у Самгородку відбулися за подібним сценарієм. Тутешні міщани-християни, хоча й мешкали у власних будинках, але ті містилися на поміщицькій землі, що не гарантувало їхньої матеріальної незалежності. Та й вони постійно там не мешкали, а в пошуках роботи переходили з одного місця на інше. Юдеї-міщани пояснювали свою поведінку на виборах тим, що в такій ситуації вони не можуть довірити владу у громаді непостійним мешканцям. Господарський департамент МВС переклав відповідальність і прийняття рішення на генерал-губернатора, якому на місці нібито мало бути видніше. Останній схилявся до того, щоб керівниками управи схвалювалися міщани-євреї, проте лише як виняток. Зрештою губернатор вирішив, що не слід робити жодних винятків, і ніде не запроваджувати міщанського управління, навіть у Самгородку і Білопіллі, які й надалі перебуватимуть у віданні Бердичівської міської думи. Клопотання громад цих містечок про створення самостійних міщанських управ київський губернатор залишив «без наслідків» [16, 32]. Голова міщанської управи в Самгородку був обраний лише в 1894 році, ним був не єврей —Степан Францович Вишневський, хоча у сусідніх містечках старост обрали серед євреїв: Спичинці-Ель Меламед, Вахнівка-Лейба Учень, Нова Прилука-Шльома Давидович, Білилівка — Ель Малий [32Б, 129]. У подальшому, цю посаду займали юдеї штетлу, але як «виконуючі обов'язки».[16, 32].
Наприкінці ХІХ ст. єврейське населення штетлу Самгородок проживало переважно в центрі містечка, на вулицях, що примикали до єврейських молитовних будинків і синагоги, по обидва боки центрального поштового тракту (сучасна вулиця Миру, від Будинку культури до греблі, вул. Базарна) й в кількох провулках, від церкви до костелу. Єврейські будинки зводили в один або півтора поверхи. На першому, або напівпідвальному чи в цокольному поверсі розміщали склади, торгові лавки, ремісничі майстерні, заїзди, а на другому проживали хазяї-власники, нерідко до 4–5 сімей, що добре видно в матеріалах перепису 1897 р., де 2/3 єврейських будинки були багатоквартирними, про це згадують і старожили села. Певну своєрідність мали постоялі двори, які виходили довгим фасадом на трактову вулицю. На першому поверсі заїзду знаходився готель для купців і подорожніх, в середині двору —стійла для коней, обози й окремі вози чи фури. Для того, щоб вози могли проїхати у двір, у фасаді будинку влаштовували широкий наскрізний проїзд.
На східній стіні будинку висіла табличка із дерева або із паперу, що позначала схід — мізрах, ім'я Бога та будь-яке символічне зображення (наприклад, Єрусалимського храму) і короткий напис: «На сході встає сонце», як зазначають історики Штетлів в Україні. В книзі «Євреї в Росії» так описується особливості єврейських поселень: «…Міщанські хати (маленькі; обмазані глиною та накриті соломою), створюють вигляд домовитості, мають городи та надвірні побудови, хоча досить примітивні. Євреї будують свої будинки, де попало: поближче до базару, іноді й поперек дороги, біля єврейських будинків немає не тільки городів й надвірних будівель, а навіть парканів» [16, 34].
Одним із головних місць в штелі була школа. В містечку та околицях діяли тільки церковно-приходські школи, куди юдеям вступати заборонялось, а міністерські сільські училища були відсутні. Українські діти навчались читати і писати російською, єврейські хлопчики — на івриті при домашній освіті. У Самгородку наприкінці XIX ст., було від 1–2 до 5 приватних єврейських шкіл — хедерів (де навчались лише єврейські хлопчики). За матеріалами І Всеросійського перепису 1897 р., можна почерпнути освітню статистику. Із 7 вчителів єврейських дітей, що проживали у Самгородку, тільки 3 могли читати й писати російською мовою та поставили свій підпис у переписному листі. Прослідковується можлива власниця хедеру — Канер Естер Берко-Шаптієва 37 р., (рід занять — утримувач чоловічого училища). Її чоловік, Канер Бенюмін Лейба, був грамотний-освіта домашня, вік-38 р., заняття- домашній учитель. Проживала сім'я в будинку Бегара (кв.№ 1) [11 б, 79]. Робота вчителя (меламеда) оплачувалась батьками учнів й часто носила натуральний характер: їжа, одяг і взуття, житло. Канікули в хедерах були з перших чисел Нісана до 1-го числа Іора та місяць Титри. В хедерах викладання велось єврейською мовою (іврит). Там вивчались Талмуд, Тора, Машна, Гемара. Ця школа умовно поділялась на три підгрупи школярів: початківці, учні, що добре читають Тору, та ті, які читають Пятикнижжя [16, 35].
Одним із символів юдеїв — є культ освіти. Це було прописано законами релігії і пов'язано з тим, що кожного єврея періодично викликали до читання Тори в синагозі, і тому забезпечити дітям освіту намагалися всі (хоча би на рівні читання і відтворення звуків на біблійному івриті) [87, 53]. На кінець ХІХ ст. у Бердичівському повіті серед чоловіків грамотних євреїв було — 4472 (31, 3 %), жінок — 1901 (15, 8 %). Світських шкіл в повіті діяло мало. Велику роль у житті єврейської громади відігравала синагога (шуль) — вона була не тільки будинком молитви, місцем навчання хлопчиків, вивчення Тори і Талмуду, але й місцем зібрання громади, духовним і соціальним центром. Розподіл місць у синагозі відображав соціальну ієрархію штетлу. В синагозі втілювалась ідея протиставлення сакрального (чистого) і мирського (нечистого). В синагозі молоді люди в основному вивчали Тору і Талмуд, саме там були відомі ієшиви, куди збирались учні послухати поважаних і відомих юдейських законоучителів. Євреї постійно піддавались утискам зі сторони православ'я. Існувала заборона будувати синагогу на відстані ближче, ніж за 50 сажень до церкви. Синагога не могла бути вищою за неї. Для влади й православної єпархії з 1880-х років, головним завданням було тиск на іновірців (особливо євреїв) та старовірів з метою навернення їх в православ'я [16, 36]. Відомості з юдаїки вказують, що в містечку Самгородку були одна синагога та 3 молитовних будинки (на 1900 р.) [35, 416]. У нашому містечку синагога була розміщена у центрі, біля костьолу. Поряд (за 200 м) знаходилась базарна площа, своєрідний нерв штетлу.
Благодійність — одна з основних понять єврейської традиції, «міцва» — добра справа. Відповідно до стародавніх заповідей, на думку мудреців Талмуду, по своїй вазі благодійність — важливіша всіх міцвот разом взятих. Тому досить часто заможна частина шетлу утримувала більш бідніші родини громади, наймала лікарів, будувала й утримувала лікарні та сирітські притулки. Різноманітні братства брали на себе турботу про нужденних, хворих та померлих і їх поховання. Кладовище штетлу, як завжди у містечках, розташовувалось за поселенням, на неугіддях [16, 36]; у Самгородку — на крутих схилах погорбів за селом.
Містечко, особливо його центральна частина, жило своєрідним життям. Життя єврея в містечку в значній мірі обмежувалось домом (сім'єю), синагогою та базаром. Основною соціальною одиницею штетла була сім'я (патріархального типу, хоча й знаходилася вже на стадії руйнування та формування малої сім'ї). Сім'ї були в більшості багатодітними й досить згуртованими. Через сім'ю всі члени громади були пов'язані між собою, хтось комусь був зятем, сватом, тестем чи невісткою. В одній частині будинку жив тесть, а в іншій зять або сват. Які-небудь події в житті сім'ї (народження (родини), весілля, барміцва (повноліття, а у юдеїв воно відбувалося у дівчаток у 12 років, у чоловіків-13), а також проступки й вчинки, що здійснювалися її членами, ставало подією в житті всієї громади, предметом обговорення, одобрення й схвалення або засудження. Обходились, як правило, без органів примусу, не звертались по допомогу до поліції, чи зовні. Що стосується статусу жінки, то він визначався абсолютно статусом чоловіка. Це у євреїв було принципово. Проте, яке би місце у соціальній ієрархії не займав єврей — чоловік, він у кожному разі мусив вчитися. Майже всі самгородоцькі євреї (чоловіки) в питальнику перепису заявляли, що володіють грамотою — «читають по єврейськи» [11;11г)].
Зустріч з неєврейським оточенням відбувалась на ринковій площі під час ярмарку чи базару, яка була також ще й місцем заробітку для ремісника або торговця. Тут відбувалась зустріч двох культур, двох менталітетів, чужих і нерідко ворожих один до одного. Життя все ж змушувало співробітничати, допомагати, спілкуватись, відбувалось природне взаємопроникнення культур. Самгородоцькі ярмарки відбувалися спочатку в неділю (через кожні 2 тижні), а з кінця 1880-х років — у четвер (з 1882 р. євреям було заборонено торгувати у неділю). Торгували свиньми, зерном, яйцями та птицею, взуттям, одягом та продовольчими товарами і різним крамом [32А, 200]. Добрим вважався ярмарок, коли вози стояли за кілометр від базарної площі (за містком на Сошанському напрямі й на греблі, біля млина). Особливо великі ярмарки в містечку відбувались 1 березня, 29 червня, 14 вересня та 6 грудня (1904 р.)[32Г,144]
За переписом 1897 року кількість мешканців зросла до 3606 осіб (1755 чоловічої статі та 1851 жіночої), з яких 1749 — православної віри, 1234 — юдейської, 622 — римо-католицької. Кількість євреїв у навколишніх штетлах: м. Білилівка, всіх жителів 4851, із них євреїв 2223; м. Білопілля: жит. 2619, євр. 1141; м. Вахнівка: жит. 5371, євр. 2404; м. Дзюньків: жит. 4314, євр. 1137; м. Козятин: жит. 8614, євр. 1731; слобід. Королівка: жит. 589, євр. 402; с. Куманівка: жит. 1089, євр. 369; м. Махнівка: жит. 5343, євр. 2435;м. Погребище: жит. 6284, євр. 2494; м. Нова Прилука: жит. 3579,євр.- 2011; м. Спичинці: жит. 2607, євр. 937. [16, 38].
Кількість єврейства на українських теренах постійно зростала. За даними перепису населення в 1897 р., тут мешкало 1 644 488євреїв, і третина з них у Київській губернії, причому переважна більшість — у містечках (штетлах). Традиційними залишалися й сфери соціально-професійної діяльності єврейства: понад 40 % були зайняті у торгівлі, 35 % — у промисловості (з них 10 % — робітники, 20 % — кустарі, 5 % — власники невеликих підприємств, ремісники), 3–4 % — у сільському господарстві, бл.5 % перебували на державній службі та займалися «вільними професіями» (лікарі, юристи, літератори), решта — службовці приватних компаній, служники релігійного культу, військовослужбовці, особи «без певних занять», наймити.
Бердичівський повіт у 1897 р. нараховував — 226 344 жителів, з них євреїв 23 380 (11, 3%) : чоловіків-11 345, жінок-12 035. Майже вся єврейська людність повіту проживала в містечках, а у селах та селищах мешкало всього-714 чоловік [65, 210].
Основним заняттям жителів містечок були ремесла й торгівля. По кількості шевців (1680 чол.) повіт займає провідне місце в усій Київській губернії. Містечко Прилуки продає готового одягу та взуття на 6000 крб. в рік; м-ко. Махнівка — селянського одягу на 3000 крб.; в Бердичів привозять для продажу білизну, вишиту гладдю, шиття по канві та інші ходові товари. В повіті, за даними Єврейського колонізаційного товариства, чоботарів і черевичників нараховується більше 1100 (широким попитом користується поширений своєрідний вид взуття, так звані. «постоли»— легке взуття із простої жовтуватого кольору шкіри). Меблі місцевого виробництва вивозяться з Бердичева та інших пунктів повіту за межі краю, навіть на Кавказ і за кордон. "[16, 39]. Наприкінці XIX ст. орендування стає основним заняттям євреїв, відтіснивши торгівлю на другий план. Хоча законодавчі акти 1863 і 1865 рр. забороняли євреям тримати землю в оренді, вони різними шляхами і методами намагались обійти закон, який обмежував їх права. Євреї укладали угоди з поляками на оренду землі, маєтків на довгі терміни — 30, 60 і навіть 80 років за високу плату. Ці фальсифіковані угоди були на руку і полякам, і євреям. Не дивлячись на те, що царським законом 1882 р. було заборонено купівлю землі євреями та проживання їх у сільській місцевості, євреї купували землю на чуже ім'я.
XX століття.   У 1900 році Самгородоцька волость Бердичівського повіту нараховувала 37 поселень (1 містечко, 6 сіл, 4 селища, 5 хуторів, 2 висилки, 5 ферм, 3 трактових корчми, 7 лісових дач, 4 власницьких будинки). Населення волості склало- 13484 чол.: з них чоловіків — 6801, жінок — 6683, православних — 10362, 1 розкольник, 1893 католиків, 1278 євреїв. Землі волость мала 18054 десятин, з них поміщицької — 11159 дес., церковної — 353 дес., а селянської 6542 дес., ріллі –16248 дес. [35, 404].
Самгородок на 1900 рік як волосний центр налічував 482 двори, 3519 жителів (1776 чоловіків та 1743 жінки), мав пошту казенну, земську (утримувач єв. Щупак) [11, а 4]., землі — 2818 дес., з неї поміщику Йосифу Єгоровичу Ребіндеру, який сам вів трипільне господарство, належало 1731 дес., а селянам — 1029 десятин. В містечку була православна церква, каплиця, костел, 3 єврейські молитовні будинки, церковно — приходська школа, аптека, лікар, фельдшер, повивальна бабка (Грінберг Шейна Давидівна) [30, а 111]. Господарство містечка складало: цегельний завод Ребіндера, де працювало 5 чол. з Курської губ., водяний млин, сукновальня з шерсторозбіркою, маслобійня, 6 вітряків,  3 просорушки, 6 кузень [35, 416].
За сприянням й наполяганням громади, особливо єврейської, 1 грудня 1900 року було відкрите Самгородоцьке сільське двокласне народне училище, яке містилось у найманому будинку. На утримання училища виділялось з казни 852 карбованці, а від селян всієї волості — 300 крб. Навчалось 70 учнів, з них 12 дівчаток. Завідувачем був Сергій Георгійович Папа-Афанасопуло, законоучителем-місцевий піп Ієронім Ясінський, а вчителем 1 класу Семен Любанський [30, 137].
Питання благоустрою Самгородоцького штетлу постійно було на контролі громади. Євреї в 1907 році звертаються в Київське губернське правління про дозвіл на виділення із сум зібраних коштів коробочного збору 7 700 крб. на побудову лазні. Отож, через зростання єврейського населення, існуюча громадська лазня вже не могла його задовольнити. Було побудовано нову ритуальну юдейську лазню (тукер — Бордан Зелман). 15 грудня 1907 року відділ будівництва Київського губернського правління, видає дозвіл на реконструкцію єврейського приватного млина в містечку. Прикажчиком у ньому працював Гехт Шмуль. [16, 42].
Процвітала торгівля. Поширеним було перепродування с/г продукції: м'яса, сала, меду, яєць, зерна та ін. Євреї в Самгородку, як відомо, володіли складами лісоматеріалів, яєць, зерна, водяним млином із складом, виробництвом фруктової води і квасу, пивоварним заводом, пекарнею, фотостудією і складом фармацевтичних препаратів. Всі сім продуктових магазинів були у єврейській власності. Ремесла і торгівлі забезпечували зайнятість для більшості євреїв, але десятки єврейських чоловіків працювали в поденниках [4, 2–47].
Цікавим є факт спроби побудови в містечку кінотеатру селянином Пікалем Н. І. 28.II 1914 р він отримує дозвіл на будівництво кінотеатру, але події Першої світової не дали змоги втілити це в життя [9, 3–37]. Житель містечка Іван Петрович Мельник купив в 1913 році у Бердичеві друкарню і облаштував її у своєму будинку, де друкував різноманітну продукцію. Працювала також фотографія. В 1907 р. Бердичівське повітове земство вперше відкрило в Самгородку амбулаторію для обслуговування близько 10 населених пунктів (штат — 1 лікар, 2 фельдшери, 1 санітарка). Але приміщення було малопристосоване, і в 1913 році будується нова лікарня. В її штаті було 2 лікарі, 3 фельдшери і акушерка [16, 43]. В містечку працювала приватна аптека та магазин аптекарських товарів, що належав євреям. З'явився у Самгородку дільничний ветеринарний лікар та агроном. В повному об'ємі запрацювала поштово-телеграфна контора з підведенням телеграфної лінії (до того телеграф був на залізничній станції Голендри) [5, 1–57].
V. Повалення самодержавства в березні 1917 р. принесло емансипацію євреям в Російської імперії. 20 березня Тимчасовий Уряд Росії проголосив євреїв рівними з усіма громадянами, однак їм не було надано статусу національної меншини або
автономію. Велика кількість євреїв активно брала участь у революційній діяльності, особливо молодь, що мала прихильність до соціалістичних ідей. В містечку відбувалися бурхливі події, особливо з національно-культурного та державотворчого питання.  Одним із таких єврейсько-українських діячів є наш земляк —міністр єврейських справ кількох урядів Директорії УНР, член Української Центральної Ради Пінхас (Піна) Аврумович Красний (1886—1941(42)? р.) — один із лідерів Єврейській народній партії, що на мові їдиш звучала як «Фолькспартай». Він народився в єврейській родині — управителя (орендаря) ферми самгородоцького поміщика Ребіндера в поселенні ферми Софіївка колишньої Самгородоцької волості [17, 229] Бердичівського повіту Київської губернії (сьогодні це мікрорайон села в межах с. Самгородка).
В грудні 1919 року, під час свого Першого Зимового походу, в містечку концентрується Армія УНР. Тут перебував й український уряд, що знаходився з військом [16, 45]. Ніяких утисків населення штетлу в цей час не зазнавало.
Перші революційні солдатські погроми 1917 року оминули містечко. Взимку 1918—1919 г., коли хвиля погромів залила всю Україну, в самому Самгородоку (на відміну від м. Козятина й станції, де грабували, били та вбивали як місцевих, так і проїжджих євреїв) було тихо й спокійно.
Євреї містечка Самгородок пережили один червоний погром в жовтні 1920 р., і в цьому випадку Червона Армія несе повну відповідальність. Для участі в боротьбі з військами Врангеля на Південному фронті частинам 1-й Кінної армії було наказано передислокуватись, здійснивши 700-верстовий марш із району Бердичева в район
Берислава на Херсонщині. У складі 1-ї Кінармії, 6-а кавдивізія під командуванням на той момент Апанасенко Йосифа Родіоновича (1890—1943) — уродженця Ставропольської губ., 30 вересня також вирушила по вказаному вище маршруту [26.868], але її шлях — це кривавий шлейф суцільних єврейських погромів, грабунків та вбивств. В документах із архіву ДА РФ «Коротка сводка відомостей про погроми єврейського населення в Липовецькому й Бердичівському повітах частинами РСЧА в 1920 р.» [26,870] та «Сводка відомостей Київськой комісії Євобщесткома про погроми єврейського населення частинами 1-ї Кінної армії в Київській губ. на початку жовтня 1920 р.» читаємо: «…м. Самгородок Київськой губ. Бердичівського повіту. На початку жовтня 1920 р. 6-я дивізія 1-ї Кінної армії влаштувала в містечку погром. Розпочали погром головні сили дивізії, в перший же день було пограбовано більшу частину єврейських квартир і лавок. В наступні дні солдати групами здійснювали напади на містечко. У всіх Єврейських квартирах були вибиті шибки, пограбовані або поламані речі. Окрім грабежів, будьонівці декілька євреїв
вбили. Біля 30 жінок було зґвалтовано, причому тих, хто чинив супротив, калічили. (Свідчення надані Київському Євобщесткому т. Вайсбергом)»…[26, 427].
У статті В. Л. Геніса «Перша Кінна армія: за кулісами слави» зазначається: "Проходячи через м-ко Самгородок, 6-а кавдивізія також вчинила там погроми. «В цей день,—як засвідчили очевидці,— под лозунгами: „Б’єй жидов, комуністов і комісарів“, „Анархія -мать порядку“ — погромники розсипались по містечку і стали громити єврейське населення, не зустрівши ніякого супротиву, адже мирне населення було безсильне щось вдіяти, а представники влади, як ті ж райвоєнком і міліція, ще за день до цього залишили містечко». Розташувавшись в навколишніх селах, п'яні будьонівці продовжували групами в 10—15 чоловік здійснювати напади на містечко: вчиняли розбої, ґвалтували жінок, підпалювали будинки. «В ту ніч [на 5 жовтня 1920 р.— авт.], коли був другий підпал, вони забрали чотири дівчини в ближнє село, де їх тримали для своєї похоті протягом двох діб. Не щадили також і пожилих жінок. За достовірними повідомленнями, кількість зґвалтованих більше 50-ти. Ними також були вбиті 2 жінки. Протягом їх п'ятиденного розбою були пограбовані всі єврейські будинки, і в холодні осінні ночі багато родин з малолітніми дітьми переховувались в полях і ровах». [21, 72].
Доповідна записка уповноваженого А. Бакалейника в Київську комісію Євобщесткома про умови нелегальної єврейської еміграції в районі українсько-румунського кордону від 29 листопада 1920 р. повідомляє про маршрут втечі євреїв з Київщини: «Кривавий рік, пережитий українським єврейством, розвинув у ньому не лише прагнення до еміграції, а до втечі із цієї зачумленої країни. …але масова еміграція розпочалась в середині липня (Після зайняття цієї території червоними). В Бердичеві (1920 р.) відбувся з'їзд представників містечок, на якому було вирішено негайно послати делегатів до кордону й розізнати про можливість поїздки за кордон. Делегати повернулись і повідомили, що рух розпочався давно й продовжується, весь час наростаючий … Із Ружина Сквирського повіту Київської губ. виїхало 42 чол. в Палестину, від яких є лист… Далі розпочався рух із всіх навколишніх містечок… із краю емігранти рухаються через Самгородок, Вахнівку, Красне на Кам'янку, а там переходять кордон». [26.457]. Кілька єврейських сімей з Самгородка теж скористались цим шляхом, зокрема родини Глаз, Пліц та інших у 1921 р. виїхали до Америки. Пізніше, американці й деякі вихідці із нашого штетлу, будуть надсилати допомогу жертвам і постраждалим від погромів до містечка Самгородок. [16, 50].
 VI. На 1921 рік більшість єврейських підприємств, ремісничих майстерень штетлу було націоналізовано, а відповідно їх власники втратили засоби для існування. Євреям-ремісникам можна було ходити на роботу у свою майстерню, яка у більшості випадків була в їх же будинку, але хто заплатить зарплату, коли відсутні сировина, матеріали комплектуючі товари та збут продукції, адже торгівля була заборонена, а пізніше обмежена. Вижити вдавалось завдяки єврейській взаємодопомозі та традиційній підтримці «міцви». Значну роль у цьому відіграли Всеукраїнський єврейський громадський комітет допомоги євреям, які постраждали від погромів (Всеукрєв-громадком), а пізніше — Американський єврейський об'єднаний розподільчий к-т (Джойнт). Але містечкові комуністи швидко використали це у своїх цілях [16, 52].
Із протоколу райкомячєйки: «№ 6. 20.05.1923 р…Слухали: Про американську допомогу постраждалим євреям м. Самгородка від погромів. Доповідь т. Сигала: Равіни і зажиточна частина євреїв захопили ці кошти. Постановили: в виду того, що ці особи не мали права голосу, кошти забрати та створити комітет взаємодопомоги в м. Самгородку біднякам-євреям на основі цих коштів. Для правильної роботи виділити тов. Войтікова і Сигала»[14, 34]. Допомогу (вона була суттєва) мали отримати не постраждалі, а прихильники радянської влади, «єврейська біднота», як плату за підтримку політики більшовиків. А контроль за правильним і доцільним розподілом здійснював сам голова райкомячєйки тов. Войтіков і співчуваючий єврей Сигал. Вже прослідковується розкол у єврейській громаді: «равіни і зажиточна частина євреїв» були позбавлені права голосу, а значить були поза законом. При Козятинському РК КПУ(б) діяв спеціальний відділ — Євбюро. «Підсумки постанови Євбюро простан економічної культ-міропріємствам проведеної роботи серед Євнаселення району від 6/ХІ 1928 року. Постанова була виконана шляхом: По м. САМГОРОДОК: По лінії кустпромспілки: організовано, стельмашно-ковальна артіль, швейна артіль, і артіль чоботарів в всі ці артілі втягнуто 40 чол. (на 1921 р. діяло 8 єврейських кузень з 11). Організовано також за 1928/29 рік єврейський сільськогосподарський колектив в с. Миколаївка на 210 га і 35 сімей м. Козятина та Самгородка.
2) Помітно також перелом на відношення …євреїв до економічного та культурного обслуговування євреїв працюючих Козятина та Самгородка, з боку мійськради та сельради…Також помітно розгортання роботи по пожвавленню діяльності організації ОЗЕТ, профоточення соціального складу організації. По лінії кустарних-кредитових промислових т-в в м. Козятині і Самгородку було ігноровано партійної і радянської директиви в відношенні кооперування бідняцької частини населення.     При організації Шк. Роб. Мол. втягнути декласірованої бідноти молоді-20 %…При наборі до Агрошколи набрати до загальної кількості учнів не менше 10 % з Єврейської працюючої молоді. Доручити Фрак. РВК проробити питання, про реальність і доцільність організації молочарських ферм в м. Козятині та Самгородку.
В Миколаївському Єврейському с/г. колективі організувати ферму в кількості 200 шт. корів і набрати в колектив ще 15 колективістів. Очистити колективи від примазавшихся в колективи ворожих соціальних елементів…Організувати лозоплетяну кустарну артіль і втягнути в виробництво такої жінок біднячок. По всім новоорганізованим підприємствах по лінії с/г.кооперації, кустпромсоюза, комборбезе, КВД повинна бути втянута Євдекласірована біднота, не менше 150 сімей дорослих і до 50 молоді.» (Документ мовою оригіналу, із збереженням тогочасної стилістики) [6, 8].
Відповідно до встановленого закону, виборчих прав позбавлялися особи, які використовували найману працю, жили на нетрудові доходи, приватні торговці, комерційні посередники, ченці, служителі церкви та релігійних культів. Так у с. Самгородок сільською радою постійно приймались рішення про позбавлення виборчих прав громадян, а саме: Вахновецького Зейлика, колишнього крамаря, Штеймана Давида як особу, що надавала населенню у користування молотарку (29.05.1927 р.), Головатюка Іллю, колишнього церковного старосту (01.10.1927) [20, 482].
Постійно приймались рішення про відкриття птахівничого т-ва у Самгородку та залучення на роботу до нього до 50 % єврейських жінок. Але плани так і не були реалізовані. 1 липня 1930 р. Козятинський РВК вирішив:«пропонувати райземвідділу організувати Птахівниче товариство в Миколаївському єврейському с/г колективі» [2, 187], але й у цьому випадку, плани не були втілені в життя. Миколаївська єврейська с/г ферма існувала до 30-х рр., а кількість євреїв у ній була незначною, й згодом її було приєднано до Юзефо-Миколаївського радгоспу, в якому з початком колективізації змушені працювати десятки жителів нашого штетлу. Однак, у містечку Самгородок, де мешкало 1244 євреїв, станом на 1926 р. 50 % працездатного населення було охоплено різними видами промислової кооперації [19, 146].
В 1923 р. Бердичівським ОКРвиконкомом було складено точний реєстр всіх навчальних закладів округи, у якому враховувалися такі показники: мова викладання, кількість груп (класів), кількість учнів і кількість вчителів за статтю. В містечку діяли: Самгородоцька трудова школа, єврейська, учнів-101 (35хлопчиків і 66 дівчаток), вчителів-3: 2 чоловіки і 1 жінка; груп (класів) — 3; Самгородоцька трудова школа, українська, відкрита в жовтні 1917 р., учнів-87 (58 хлопчиків, 29 дівчаток), вчителів 4 (2/2), груп-3 [20, 398].
Постанова місцевої райкомячейки від 13 травня 1923 року, зобов'язувала відкриття української семирічки, польської та єврейської національних шкіл: «Протокол райкомячейки № 5, 13 травня 1923року… Питання організації семирічної школи. Слухали доповідь тов. Храмлюка, завідувача школи, про єдину трудову семилітку. Школа опинилася в критичному стані в Самгородку лише завдяки байдужості селян Самгородка. Головна причина падіння школи — нестача вчителів та відсутність приміщення. Товариш Войтіков виступив про те, що школу відвідують лише діти українці. Т. Бойко сказав, що кожен незаможний повинен взяти участь у відновленні школи. Постановили: відкрити у Самгородку три школи: єврейську, українську і польську. Комячейка за перетворення будівель колишніх церковників, ксьондза із землею, будинок пошти, надавши їй інше приміщення. Райкомячейка вирішила вийти із ходательством про передачу школі цих приміщень. Театр в Самгородку аматорський. Постановили: виділити театру 50 % зборів для ремонту. Призначити тов. Свидзинського завкультпросвєтом. Відкрити хату-читальню в хатітов. Сивака. Для цього відремонтувати її за рахунок часовні та костьола» [7, 32–33]. На партзборах завжди були присутні прокомуністично налаштовані (співчуваючі) євреї та 3–5 комуністів, тому й успіхи з відкриттям школи не забарились.
Цікавим моментом є намагання єврейської громади містечка мати свій театр.
Це питання розглядалось на засіданні райкомячейки: — «Тов. Сигал хотів організувати єврейський драмгурток, але ячейка зобов'язала всіх працювати в єдиному драмгуртку» [7, 39], в подальшому існував.
Відбувалось відродження як української мови, так і єврейської —їдиш, а іврит оголошувався «шкідливим, клерикальним». Офіційні документи радянських органів з літа 1923 р. пишуться українською мовою. Євреї разом з українським і польським населенням Самгородка будують світле комуністичне майбутнє, на це вказують виписки із постанов й рішень райкомячейки: "Відкриття клубу та клубної секції в Самгородку 15 липня, Клуб назвати в честь III Інтернаціоналу… Звіт Комгуртка за вересень 1923 року… В Самгородку існує три драмгуртки. Один український, один єврейський, один дитячий і музичний гурток [7, 59].
Культурно — політична робота в містечку: «При сельбуді існують гуртки: політгурток, літгурток, гурток українознавства. При сельбуді працюють три лікнепи: 2 українських, один єврейський.» В Самгородку читають такі газети: «Газети єврейські — „Емес“ та „Комуністіше Фолта“; українські — „Голос праці“, „Більшовик“; російські — „Пролетарська Правда“, „Комуніст“, але найбільшою популярністю користується „Більшовик“ (із звіту секретаря Самгородоцького райкомгуртка Войтікова А. Ф.) [7;76, 76 зв.].
Цікавим є той факт, що у структурі райпарткому до 1932 р. у складі агітаційно-пропагандистського відділу був утворений і діяв сектор по роботі з національними меншинами [20, 396], а у Козятинському РПК було утворено Євбюро по роботі з єврейським населенням на чолі з Грінбергом. У 1927 році за штетлом Самгородок був закріплений відповідальний член Євбюро — т. Файгензон [6А, 1–2]. Про напрямки його роботи можна зрозуміти із звіту про стан Євророботи по Козятинському р-ні на засіданні РПК 1928 р.:„Всього населення по Козятинському району 62597 по нацскладу 6260, Євреїв-4486, росіян-1305, чехів-774, останніх нацменів-387 чол. Нацменів в відсотковому відношенню до Українців-13 %. Місто Козятин-10 537 всього, Євр-2 997, поляків-820, росіян-1074, чехів-100, останніх-269. Всього нацменшостей-5260 чол. Соціальний склад Єврейського населення м. Козятина: з 2997 загальної кількості: займається торгівлею-199 сімей, кустарів-260 сімей, 420 –членів профспілок працюючих, останні декласовані. Безробітних по Корпунту-1024чол., з них 500 залізничників, які працюють на тимчасовій роботі. Євреїв безробітніх — 460. Відсоток єврейського населення до загальної кількості складає-28, 44 %, загальне населення 7537ч. та безробітних-814 ч.-11 %, та зокрема Єврейського населення-2997 та 460 — 15, 3 %.[6, 5]. Слід зазначити, що в інших населених пунктах євреїв нараховувалось-757 чоловік“, в основному — с. Каролівка, а м-ко Білопілля увійшло до складу району у 1930 р. Далі в документі дається характеристика політичних настроїв єврейського населення Козятинського р-ну: »…Серед кустарів також має великий вплив клерікалізм. Русіфікаторська тенденція, настрій яких виливається ідеологами Нетманської дрібної буржуазії, а також частиною нетрудоваї інтелегенції, як лікарі, людьми вільних професій, та бувшого елементу народньої Єврейської партії, де керівниками цієї партії був гр. Краснер (П. А. Красний авт.). Єсть актив кустарів, цей актив здоровий радянський, но він деякою мірою під впливом куркулів та вищезазначених ідеологів.   
М. Самгородок. Загальна кількість населення 4533, а з них поляків-851,євреїв-1246, Соціальний розподіл населення міського єврейського: 150 сімей-кустарів, 72 сімей займається торгівлею. До березня місяця с/р. були декласованими сімей до 40, а в них частина безробітніх. Їх сучасний момент пройшов реконструвний процес, 27сімей організувалися в 2 кірпічно — бетонні артілі, 5 — виїхали на переселення, та 3 — працюють на Економії «Красна ферма».
2.Позичко-ощадне Т-во веде чисто кредітові операції — товарними операціями зовсім не займаються. Артелі отримали до 3000 карб. Кредіту в якій 1-на тисяча в довготерміновий Кредіт. В сучасний момент Артілі переживають кризу: 1) Недостача Кредітів, з приводу того вони примушені закабалятися приватнику-ростовщику. Сельрада мало керує цими артілями та неорганізовано в них збут краму.
3. Біднота не в достатній мірі обслуговується ощадно-позичковим Т-вом ні Споживчою кооперацією, а також КВ-загальносільською та міською. Сельрада не займається й не пророблює на президіях та пленумах специфічні міські питання, та не втягує до участі в роботі сельради працюючий актив міста. Не дивлячись на те що в сельраді нараховується 15 членів і канд. — сельрад, заступники голови сельради Єврей комуніст, но в загалі він відчувається в місті, як уповноважений, й вся влада в місті зконцентрована лише у зазначеного уповноваженого. Засоби по самообкладанню не раціонально використовуються. Містечко занадто в антисанітарному стані, не має криниць, п'ють воду з калюжі. Євтруд-школа користується достатнім авторитетом серед населення. Охоплено все дитинство, але на ремонт із сум самообкладання відпущено всього 100 карб. Де мінімум вимагається 400 карб. Для оборудування, в той час коли маємо загальний сельбуд, почті в центрі міста, багато кімнат де можна обслуговувати цілком міське єврейське працююче населення, та витратили 200 карб. На це, не доцільне обурудовання 2-х кімнат хат-Чит. яка не може охопити 30 чол.
Політичний настрій м. Самгородок: 1.Незадоволення з боку Єв-працюючого населення розподілу засобів самообкладання, серед працюючого населення не має класового самосознання, шовінізм настілько розвинен, що вся комсомольська ячейка заражена шовенізмом, (націоналізмом) та паралізована в роботі.
2. Організація «ОЗЕТ» під час зими проводила роботу активно в сучасний момент завдяки виїзду в відпуск вчителів організація кволо переводить роботу...                    5. Втягнути до Юзефівської цукраварні з міста Самгородку на сезон виробництва не менше 15 чоловік з декласірованої бідноти, а також частину кваліфікувати, та по мірі можливості зарахувати в штат. Прикріпити за рахунок броні не менше 5 підлітків.
… Запропонувати партосередкам Козятина та Самгородку та Єв-бюро приступити до введення загально –політвиховавчої роботи серед всіх працюючих, особливо приступити до введення Антірелігійної пропаганди…., про вжиття рішучих заходів що до посилення парткеровництва комсомольськими осередками.
4) Запропонувати Фрак-РВК виробити спеціяльні заходи щодо обслуговування Мійськрадаю Козятина та сельрадою Самгородка Єврейського працюючого населення. (Документ мовою оригіналу, із збереженням тогочасної стилістики).
Впродовж 1925—1928 рр. за національною ознакою сільські ради розподілялися так: в Козятинському районі діяло 30 українських, 3 польських, 1 чеська сільська рада [20, 403]. З 1925 року, Бердичівським окрвиконкомом вивчалось можливість утворення в Самгородку та Махнівці єврейської національної містечкової ради, але у висновку адміністративно-територіальної комісії (протокол від 23.11. 1925 р.) зазначається: «Що торкається єврейського населення, яке не являє з себе компактної маси, а об'єднано з українським населенням, як то… Самгородок: 5313,з них євреїв-1144, … рахувати можливим обслуговування єврейського і українського населення одною сельрадою» [1, 110]. Знову питання єврейської національної містечкової ради піднімалось на засіданні Євбюро Козятинського РПК у 1928 році, де вказувалось: «Фр. РВК вивчити питання про доцільність й можливість організації Єв. Нац. Раду в м. Самгородку», у 1930 році [6, 9].
Це сприяло мовній асиміляції єврейства. Разом із тим у середині 1920-х рр. 38 тис. єврейських дітей УСРР взагалі не відвідували державних шкіл, віддаючи перевагу навчанню в підпільних хедерах. Про напрямки роботи Євбюро можна зрозуміти із планів про Євророботу по Козятинському р-ні (1928 р.): «План праці комісії по ліквідації неписьменності», «План праці по антирелігійній компанії під час пасхальних свят» [6А, 3;6, 10]. Приймались постійно плани про освіту серед євреїв, навіть запровадження єврейської мови в діловодстві. Із плану Євбюро: «Протягом 1930 року ліквідувати в м. Козятині та Самгородку на 80 % неписьменність, а Євшколу доповнити 2 групами (класами) і укомплектувати повним складом вчителів, з таким розрахунком аби до 1932 р.організувати Євсемирічку.» [6, 9].
За даними Всеукраїнського перепису населення 1926 р. на терені УСРР мешкало більше 1, 5 млн євреїв (1 574 391 осіб), що становило 5,4 % загальної кількості населення республіки. Переважна більшість (74,4 %) проживала в містах, меншість (22, 6 %) — у сільській місцевості [48, 80]. У Бердичівській окрузі проживало 732 080 чоловік (48, 5 % чоловіків і 51, 5 % жінок). З них 114 376 були міськими жителями, а 617 704 — сільськими. За національним складом 81, 8 % населення були українці, 9, 5 % (69 500 чол.) — євреї, 6, 6 % — поляки, 1, 4 % — росіяни, інші національності загалом 0, 7 % [34, 220].
У с. Самгородок проживало всього-4221 (чоловіків-1989, жінок-2232); українців-2178, росіян-34, євреїв-1244, поляків-729, чехів-31, інших нац.-5 чоловік [34, 47–48]. Деяка кількість євреїв працювала й жила на Юзефо-Миколаївському цукрозаводі-52 (25 %) із 215 жителів. та селах: Юзефівці-30, Широка Гребля-25, Миколаївка-2, Лопатин-5, Михайлин -3 [34, 43–50]. Містечко Білопілля -3209 жителів із них євреїв-1260 (1926 р.), а райцентр Махнівка нараховував -5888 жителів із них євреїв-2025 [20, 878—881].
Великий розмах українізації та коренізації не відповідав інтересам командно-адміністративної системи, яка прагнула до необмеженої централізації влади. У1939 р. національні заклади були закриті як «недоцільні й шкідливі», а раніше ліквідовували і національні сільські ради. [20, 404].
VII. Втрати села під час Голодомору 1932–33 рр. складають близько 800 чоловік із 4000 жителів Самгородка [43, 654]. Як вижили євреї? Чому смертей було набагато менше? Відповідь відносно проста: вони жили у штетлі. Штетл — це згуртованість, відособленість, взаємодопомога, єдність, благодійність й релігійні традиції юдаїзму. Громада завжди допомагала бідним (їх завжди нараховувалось бл. 20 %), адже допомога юдею — «міцва» (добра справа) вважалася обов'язком. Юдейська спільнота завжди мала коштовності, які можна було поміняти в Торсині на продукти харчування та поділитись з тими, хто їх потребував. Частина євреїв працювала у торгівлі й споживчій кооперації і могли просто продати своїм одновірцям залишки продуктів харчування. Працюючі євреї, крім зарплати, отримували ще й продуктові пайки або картки (існувала карткова система), мали тісні зв'язки в містах із вихідцями із свого штетлу. Все, зазначене вище, й засади способу життя звели кількість жертв Голодомору до мінімуму й породили хибні уяви про відсутність жертв серед містечкового і сільського єврейства під час голоду 1932—1933 років. Французький письменник Манес Спербер у книзі «Божі водоноси» наводить слова містечкового Рабина: «Єврей від голоду померти не може — сусіди не дадуть, а якщо все ж помре, то не від голоду, а від гордині». [16,с.72].
Не оминули наше село Самгородок і сталінські репресії. У 1937–38 рр. було репресовано до 80 чоловік. За національним складом — це переважно поляки, українці та євреї. В цей час розгорнулася боротьба з «буржуазними націоналістами»: українськими, польськими та єврейськими. Тим більше, що основним заняттям останніх до 1917 року, була торгівля і кустарне виробництво. А отже, у них було «буржуазне», непролетарське походження. В Самгородку заарештували цілу групу євреїв, які працювали у сфері торгівлі. Деяким з них (Меєргоз Мойша Аврумович, Суда Арон Іцькович, Каральник Аврам Меєрович, Креєр Аврам Ідельович) вдалося уникнути довгих термінів тюремного покарання або розстрілу [16,с.73].
Одна із антирадянських сіоністських організацій «правого Гехолуца», за задумом Вінницьких чекістів, діяла в Самгородку. Керівником цієї надуманої антирадянської сіоністської організації чекісти обрали Яблочника Шльому Елльовича — викладача фізики Вінницького педінституту (Він та його родина деякий час проживали в Самгородку). Заступником у цій організації був Ваксман Нухим Нафтулович, який в 1926 році притягувався за сіоністську діяльність та змушений був покинути містечко, переїхавши до Вінниці. [16,74]. Ще один виходець із Самгородка, що належав до вигаданого «правого Гехолуца», — Ольшанецький Маркус. Бухгалтер Самгородоцької середньої школи Ніренберг Мортко Мусійович очолював місцеву ланку організації. Їх та ще два десятки євреїв звинувачували у створенні розгалуженої системи сіоністських організацій по всій Вінницькій області, які займалися вивченням івриту та бесідами про завдання сіоністського руху. «Правий Гехолуц, — говориться в одному з протоколів допиту Ваксмана, — основним своїм політичним завданням має проведення боротьби проти здійснення радянською владою соціальної та національної політики… Правий Гехолуц виступав за створення самостійного єврейського національно-буржуазної держави і за тісне політичне і економічне співробітництво із власною національною буржуазією» [7Б, т 3, 72–89].   На початку квітня 1938 року заарештованим євреям було висунуто звинувачувальний висновок, в якому говорилося, що у Вінниці і на периферії органами НКВС викрита антирадянська підпільна організація правого Гехолуца Ш. Є. Яблочника. Слідча справа передавалась на розгляд судової трійки при Вінницькому облуправлінні НКВС. Засідання трійки проводилося 11 квітня 1938 р. і вирок її, як і слід було чекати, надзвичайно суворий: арештованих Яблочника Ш.Є, Ваксмана Н. Н., Ніренберга М.М, Ольшанецького М. С. — всього 24 особи було засуджено до розстрілу, який терміново був виконаний [7Б, т 4, 28–91]. Про грубу фальсифікацію справи правого Гехолуцу свідчить відсутність будь-якої практичної діяльності, спрямованої на повалення радянської влади, відсутність речових доказів і матеріалів. [7Б, т.1–5].
У 1925 р. був ліквідований Самгородоцький район, а село втратило статус містечка. Адміністративні перетворення продовжувались. Бердичівська округа проіснувала до 2 вересня 1930 року й була ліквідована. Залишилась двоступенева система управління: центр-район-село, яка виявилась не ефективною. Село Самгородок залишалось своєрідним центром округи Козятинського району, завдячуючи в основному наявній у селі великій єврейській громаді. Отже, штетл продовжував існувати у колгоспному селі, яке мало МТС, відділки радгоспу, деякі філії й підрозділи районних установ. Поруч із містечком (навколишнє населення визнавало цей статус) працювало 2 цукрозаводи (Юзефо-Миколаївський та Новогребельський) і Овечацький спиртозавод, де єврейське населення могло працювати, уникаючи сталінського колгоспу. Всі жителі села зобов'язані були працювати у колгоспі, а знайти заняття поза господарством, без його дозволу заборонялось, виїхати теж (паспорти у селі не видавались, а довідка із сільської ради надавалась тільки з дозволу колгоспу) [16, 75].
Торгівля здійснювалась тільки через сільпо, кооперативні єврейські артілі ледь жевріли. Традиційні заняття євреїв занепали. Тому Самгородоцькі євреї всіма
способами домагались відновлення району та статусу райцентру для свого села. Такий порятунок прийшов у вересні 1939 року, коли був знову відновлений район [20,551]. Самгородоцькому району судилося з'явитися вдруге в рамках нового на той час адміністративно-територіального утворення — Вінницької області (27 лютого 1932 р., територія України була поділена на 7 областей та утворена Вінницька у складі 69 районів, серед яких і Козятинський.) Район проіснував з 1939 р. до 1957 року[16, 76].
Вважається, що напередодні Другої світової війни у Самгородку проживало приблизно 800 євреїв, що на 35 % менше, ніж у 1926 р.(1244-чоловік). Адже, район було сформовано вже у вересні 1939 р., після перепису в січні цього року. [23, 4].
VIII. На початку Другої світової війни, у містечку появилось дві єврейські родини, що у 1939 році втекли з Польщі. Розпочалась перша мобілізація односельців до Червоної армії для участі у Польській і Фінських компаніях. Після 22 червня 1941 року відбувалась масова мобілізація населення до РСЧА, формування районного винищувального загону, але через швидкий наступ німецьких військ формування його не завершилось. Евакуація проводилась поспіхом. Оборонні бої вели війська 10-ї дивізії НКВС та 6-ї армії Південно-Західного фронту, а вже 22 липня о 12 годині дня в село ввійшли німецькі війська[7А, 5]. Це були мотопіхотні частини ген. Шведлела групи армій «Південь», що прикривали та супроводжували І-шу бронетанкову групу вермахту, яка оточувала 6-ту й 12-ту радянські армії. Штаб групи генерала фон Шведлера деякий час перебував у Самгородку. Містечко знаходилось в зоні дій цих німецьких частин до 12 серпня, доки передові частини не вирушили далі на схід. Село перейшло під тилову військову адміністрацію, яка зайнялась організацією окупаційної влади. Пізніше, після трьох місяців військової влади, Самгородок увійшов до рейхскомісаріату «Україна» (20.08.1941 р.) Житомирської генеральної округи, Козятинського гебіткомісаріату (крайсгебіту), в подальшому було створено Самгородоцьку комендатуру. До гебіту «Козятин» у 1942 році входили колишні райони: Козятинський, Погребищенський, Самгородоцький, Плисківський. [20,564]. Крім районної поліції і окупаційної адміністрації, діяв частково збережений німцями колгосп, а на базі МТС і відділку Юзефо-Миколаївського бурякорадгоспу працювало німецьке с\г підприємство. До 1942 року були намагання підтримувати роботу початкової школи (2 класи), але її ліквідували, як і решту установ, окрім окупаційних [14].
Незабаром після прибуття німці провели реєстрацію місцевого населення. Питанням безпеки й обліком єврейського населення займалась фельдкомендатура 675, розташована у м. Вінниці. Повідомлялося, що станом на 25 серпня 1941 р. кількість євреїв у Самгородку становила близько 700 осіб, а загальна кількість мешканців нараховувала близько 3000 [27,34].  Лише кілька сільських єврейських родин було евакуйовано [14]. Також було організовано  єврейську раду, яку очолював староста (комендант) Берл (Борис) Беренфус.[23,5].
Під час німецької окупації цілі єврейські громади містечок Козятинщини с. Махнівка, с. Білопілля, с. Самгородок, м. Козятин були знищені нацистами та вписали свої криваві сторінки в історію Голокосту. До січня 1942 року, коли високі посадові особи нацистів вирішили  «остаточне вирішення єврейського питання»— викорінення єврейства, — нацистські ескадрони смерті вже вбили близько 1 мільйона єврейських чоловіків, жінок та дітей, в тому числі й на теренах нашого краю.
Першою зазнала горя громада с. Махнівки. 10 вересня 1941 р. розстріляно 835 чоловік[27,41], ще два розстріли відбулись пізніше. Масові розстріли мали місце в Бердичеві  15.09.1941[27,182], у Новій Прилуці та Вінниці — 19.09.1941 р. [27,44], а далі Бабин Яр в Києві.
Упродовж літа та осені 1941 р. розстріли євреїв відбувалися в навколишніх містах, зокрема у Козятині, Погребищах і Білилівці. Однак у Самгородку масового розстрілу не було до весни 1942 р.[14].
Наприкінці жовтня, після переходу Самгородка під цивільне управління, нарукавні пов'язки євреїв, було замінено на жовті нашивки спереду та ззаду на одязі. Найпевніше, саме за цивільного правління на євреїв було накладено спеціальний податок у розмірі 50 рублів з особи. Виникало своєрідне гетто у центрі села, де проживали юдеї. Через холод, хвороби, недоїдання, знущання та виснаження почав зростати рівень смертності. Віднайдені архівні матеріали німецької окупаційної влади, зокрема перепис населення Самгородоцької сільської управи на початок 1942 р., довідки про рух (реєстрація народження й смерті)[3А,325] і кількість населення помісячно за 1942 рік, де відсутні відомості про євреїв- жителів в центрі містечка.  Загальна кількість мешканців по центральній  вулиці «Шлях» (сьогодні-Миру), що в документі зазначено як «Ленія» така: «80 дворів,235 (жін.-144; чол.-91) жителів, православних — 177, католиків — 58, а євреїв-жодного». Хоча зазначено про проживання 10 чехів, 1 серба, 1 алтая. Загалом вказувалось про трьох євреїв: один з них проживав на вул. Заруддя, а 2- на вул. Новостройки радгосп. [3А,1] Отже, можна зробити висновок, що доля євреїв містечка Самгородок визначена була заздалегідь, ще до весни 1942 року, це — повне знищення. Вирішення цього завдання нацистами, на мою думку, відкладалось із двох причин: відсутність сил СС та спеціально підготовленої команди з вбивства в гебіті, а друга — вирішення місцевих господарських завдань за гострої нестачі робочих рук; для прикладу в селі Самгородок на 02.06.42 р. «потребувалась — 891 душа;  на роботи в Німеччину відправлено 81 особа» [3А,12].
Приблизно 16 травня 1942 року німецька жандармерія та районна поліція й адміністрація зібрали євреїв у центрі містечка біля Десни і дали дві години на переїзд. Єврейську власність, яка залишилася за межами закритого гетто, було розкрадено. Більшість євреїв уже не мали доступу до тих схованок або запасів їжі, які в них були підготовлені на випадок оточення. У гетто в кожному будинку жили від двох до п'яти родин. Тут постійно відбувалися пограбування й  конфіскація та вилучення майна. Контроль за єврейською громадою здійснювала районна поліція, а старшим із нагляду призначено унтер-поліцейського Паламарчука Василя[23,38]. Євреїв регулярно били і змушували виконувати різноманітні фізичні завдання, які були за межами їхніх фізичних сил. Було суворо заборонено покидати межі перебування, виходити тільки на роботи й певний визначений час, а за порушення наступало жорстоке покарання. Їм не дозволяли купувати або вимінювати їжу і навіть брати воду з криниць. Досить часто карали тих Самгородчан, що продавали, або купували й передавали продукти в'язням гетто [23,39-40]. Це були систематичні заходи, щоб виснажити євреїв перед розстрілом.
Місцеві керівники в адміністрації генерал комісаріату «Житомир» та СС  поліції отримували прямі вказівки про те, що євреїв потрібно було «усунути» з території навколо штаб-квартир нацистських бонз [28,190] (Ставки: «Вервольф» — Гітлера, Герінга — с. Черепашинці (20 км від с. Самгородка), «Геґевальд» Гіммлера — с. Озерне біля Житомира [23,8;15]. В травні 1942 р., шеф СС і поліції генерал комісаріату отримав відповідну вказівку з Берліну, де йому було прямо наказано, що за усним наказом фюрера, він зобов'язаний розстріляти кожного єврея, що викликало певний переляк серед гестапівців, адже вони відкладали вбивство євреїв протягом місяця до травня. В червні 1942 р., до Житомира [28,310] мав прибути Гіммлер, тоді ж і Гітлер планував відвідати Вінниччину. Тому негайно потрібно швидко зачистити територію від ненадійного населення, але банально бракувало військо-каральних сил. Адже місцева поліція в своїй переважній більшості була не готова до масових вбивств населення. Тому в розстрільних «єврейських акціях» у квітні-червні 1942 р. поряд з німецькою поліцією й службою безпеки, німецькою жандармерією та місцевою поліцією брали участь і 2-й батальйон 49-го угорського піхотного полку (командир батальйону — підполковник Нандор Папа). Солдати батальйону брали активну участь як мінімум в шести масових розстрілах на Вінниччині: вони зачищали гетто, конвою-вали євреїв і проводили оцеплення місця страти, переслідували тих євреїв, які намагалися втекти [27,67]. (Угорський історик Кріштіан Унгвари згадує про залучення угорців до розстрілів у Самгородку у своєму дослідженні про Угорську королівську армію в Україні під час Другої світової війни, але він назвав найбільш імовірним формуванням 41-й піхотний полк.)[23,8-9] Угорські офіцери приєднувались до  не-великих планувальних груп комісарів та СС поліції, німецьких військових, котрі визначали, коли і яким чином влаштувати наступну розправу над євреями. Швидше за все така нарада відбулась і в Козятинському гебіті (початок червня 1942 р.)[28, 172]
Рано вранці 4 червня угорські солдати, німецькі жандарми та місцева поліція оточили й ліквідували Самгородоцьке гетто.  Тих, хто намагався втікати, вбивали. Людей похилого віку, які не могли йти без допомоги, розстріляли на місці. За межами гетто євреїв загнали до місцевої школи. Близько десятої години ранку людей вишикували в колону. Начальник Самгородоцької районної поліції Ващенко відібрав групу приблизно з 60  вправних робітників, зокрема ковалів, чоботарів, механіків, і молодих дівчат віком від 16 до 18 років. Після огляду цієї групи, гебітскомісар Козятина В. Штойдель, вилучив із них старих та старших жінок, а інших  (40-45 осіб) відправили до Козятина. Решту євреїв вивели на південь у напрямку Германівки (нині — Лозівка) [23,46-47].
Того ж ранку місцева поліція мобілізувала селян для того, щоб викопати яму в полі на шляху до Германівки. На полі вже була велика яма (за іншими даними — військовий бліндаж). Копачам наказали розширити цю яму. Поки вони працювали, приїхали вантажівки з німецькими поліцейськими та угорськими солдатами. Новоприбулі почали огороджувати по периметру місце страти. Місцева поліція в розстрілах прямої участі не брала.
Євреїв  оточили угорські солдати, місцева та німецька поліція і наказали роздягнутися до спідньої білизни. Потім їх маленькими групами заганяли в яму і змушували лягти додолу, після чого два німці їм стріляли в потилиці. За повідомленнями, дітей просто кидали в яму. 4 червня 1942 року було вбито близько 500 євреїв. Крім того, розстріляно на цьому місці 15 військовополонених червоноармійців[13,2-3].
Речі вбитих євреїв завантажили на вози й відвезли до Самгородка. 10 червня в селі було проведено розпродаж вилученого єврейського майна, що складалась із меблів та різного хатнього начиння, але одягу та речей конфіскованих при розстрілі там вже не було. Загальна сума виручених коштів становила 3 259 крб. [23,31-32].
Після розстрілів у Самгородку та Козятині в червні 1942 р. гебітскомісар Козятина Вольфганг Штойдель — головний німецький управлінець, відповідальний за Козятинський, Самгородський і Погребищенський райони [28,330] написав головам районів наказ, нагадавши, що вони мусять негайно повідомляти його про присутність євреїв у селах під його юрисдикцією. Це розпорядження з'явилось через неодноразові повідомлення про окремих євреїв, які ховалися в селах, лісах та полях. Села, які не повідомляли про євреїв, мали бути жорстоко покарані, тому селяни іноді повідомляли про не місцевих євреїв, що переховувались. Такий випадок описаний в праці Венді Лауер: «Наприкінці літа 1942 р. („15 липня 1942 р., у 8 годин ранку було вбито 8 душ євреїв“ [7,16])  український селянин Тимощук повідомив керівникові жандармського відділку в Козятині, лейтенантові Мюнху(Георг Мюнх — начальник посту жандармерії м. Козятин-авт.), що в селі Каролівка переховувались євреї. Мюнх негайно відправив у ту місцевість загін місцевих поліцаїв під проводом німецького жандарма- капітана. Після безплідних пошуків у Каролівці поліцаї покинули село. Йдучи дорогою за селом, вони побачили, як хтось ховався серед стебел кукурудзи. Єврейські родини Пінтель та Браверман (один чоловік, три жінки та четверо дітей) відчайдушно намагалися сховатися. Німецькі та місцеві поліцаї схопили їх і безжально розстріляли на місці». [28,160].
Упродовж наступних місяців місцева поліція Самгородка неодноразово ловила євреїв, які ховалися в навколишніх селах. Спочатку їх утримували в камерах поліцейському відділку в Самгородку, а потім відводили на єврейське кладовище і розстрілювали. Німецьким жандармам не потрібне офіційне підтвердження (наказ) для проведення страти євреїв. Після виконання завдання потрібно написати лише короткий звіт про подію і надіслати його до всіх відділів СС та поліції округу[28,160].
Єврея на ім'я Грановський схопили під час систематичного прочісування села Блажіївка влітку 1942 р. Грановський намагався перерізати собі горло, щоб уникнути полону, однак лише поранився. Суру та Бузю Чернусів знайшли в результаті доносу навесні 1943 р. і вони були розстріляні. 15(16).06.1943 р. — дата розстрілу Франца Загулевського із с. Софіївки. Після участі в розстрілі єврейської пари на прізвище Фраліх, яких знайшли в Софіївці, поліцейські зняли чоботи  та одяг з чоловіка [23, 49-50]. Лише небагатьом самгородоцьким євреям судилось врятуватися. Так, завдяки односельцям, після масового розстрілу 4 червня, вдалось вижити Фірі, дочці Суд Арона[14]. Койфмани, сім'я з чотирьох осіб, втекли з гетто в Самгородку того ж дня, коли його було створено. Вони провели три дні в бігах, поки їх не спіймали і не відправили до табору в Козятині (район ПРБ). На початку серпня дочка Софія втекла, а незабаром після цього табір було ліквідовано (в'язнів розстріляно). Софія Койфман, переховувалась, ніде не залишалась більш як на чотири місяці. Наприкінці окупації вона проживала з Миколою та Вандою Слободенюк у Йосипівці, на відстані 5 км на північ від Самгородка[23,70-72]. Родина Бегерів теж змогла уникнути смерті, вижити, а син Семен, детально розповів про долю і порятунок своєї сім'ї у відеоінтерв'ю — спогаді [14]. [23, 67-70].
Червона армія вигнала Вермахт із Самгородка 1 січня 1944 р. [31,5-5зв.]. Кількість євреїв, які пережили війну за лінією німецької окупації, становить близько 20 осіб. (Змогли врятуватися до 10 сімей, одні- повністю, інші — частково (сім'я Жебрака). Після окупації до Самгородка повернулася частина єврейських родин (Бегер, Жебрак, Грінберг, Койфман, Брезман, Лівшиц та інші). Мойсей Бегер жив у селі до кінця свого життя (1978 р.), а його дочка Роза з сім'єю — до 1985 року (до переїзду у Вінницю). Мойсея поховали в Козятині поруч із дружиною Фрейдою, яка померла у 1966 р. [23,70]. Нині у Самгородку євреїв немає.
Ще до кінця війни радянська влада почала переслідувати колишніх місцевих поліцейських і посадовців (періоду окупації). У жовтні 1944 р., Надзвичайна державна комісія зі встановлення і розслідування злодіянь німецько-фашистських загарбників та їхніх спільників (НДК) організувала районну комісію і провела розслідування щодо подій у Самгородку під владою нацистів. Комісія документально засвідчила факт розстрілу біля 500 осіб (492, із них — 240 дітей) саме євреїв, а не «мирних радянських громадян». На додаток до акту (заключного звіту), додано список із 103 єврейських родин та свідчення тих євреїв, які залишилися в живих. [12,4-10]. Із тих випадків, які було досліджено до цього часу, це один із дуже небагатьох, коли свідчення євреїв залишилися у справі НДК. Загальна кількість  загиблих євреїв у Самгородку нараховує 595 чоловік[7А, 5-5зв.].
Масові поховання євреїв жертв Голокосту на Козятинщині, окрім с. Самгородка знаходяться в м. Козятині в районі Талимонівки (Сокілецький яр), біля сіл Білопілля та Махнівки (Комсомольське). Останнє місце розстрілу знаходиться в Жежелівсько- му лісі між селами Бродецьке та Жежелів (за 200 метрів від шосейної дороги Бердичів -Вінниця)[20,582-586].
Роботу над новим меморіалом на місці масового розстрілу євреїв уже розпочали та планують завершити у вересні 2019 р. на кошти виділені урядом Німеччини в рамках проекту «Захистимо пам'ять. Захист та меморіалізація місць масових поховань євреїв України періоду Другої світової війни».
За ініціативою територіальної громади  на єврейському цвинтарі буде встановлено пам'ятний знак «Жертвам Голокосту с. Самгородок».
Сьогодні як ніколи наше суспільство потребує достовірної історичної правди, а не російсько-радянських історичних міфів. Недоліки і прорахунки минулого потрібно виправляти, на помилках потрібно вчитися, а не повторювати їх знову й знову. Існує поширений філософський вислів: «Людство, забувши трагедію минулого, може бути приречене на нову». Про це варто подумати, варто пам'ятати. Не все зроблено живими в ім'я загиблих, але для збереження  і вшанування пам'яті про загиблих самгородчан-євреїв  під час Голокосту, Кирилюк Ю.А та Березою Ю. М., був виданий збірник: «„Колона смерті.“ Документи. Спогади. Свідчення. (Трагедія єврейської громади села Самгородок Козятинського району)».(2018 р.)  Збірник документів, спогадів та свідчень про події Голокосту в селі 1941—1943 роки базується на архівних матеріалах про нацистську окупацію Самгородка та матеріалах слідчих справ про розслідування злочинів, вчинених службовцями місцевої поліції в період Другої світової війни. Важливим доповненням видання є спогади очевидців та тих, хто пережив Голокост, витяги із історичних праць про  трагедію та примітки й коментарі про ці події.